# Kennet Andersson
Pour les articles homonymes, voir Kenneth Anderson, Ken Anderson et Andersson.
Bernt Kennet Andersson (né le 6 octobre 1967 à Eskilstuna en Suède), est un footballeur suédois, qui évoluait au poste d'attaquant. Droitier, il mesure 193 cm, pour 92 kg.
Il évolue au cours de sa carrière dans cinq championnats européens différents.

## Biographie

### Carrière en club
Sa carrière débute dans le club de sa ville natale, l'IFK Eskilstuna, qu'il quitte pour l'IFK Göteborg en 1988.
Il fait étape ensuite en Belgique, au FC Malines (25), où il reste un an et demi avant de vêtir à nouveau le maillot d'une équipe suédoise, l'IFK Norrköping, pendant seulement 6 mois.
Il part alors en France, au LOSC Lille. Il signe ensuite au SM Caen, juste avant de participer à la Coupe du monde 1994. Alors que le club caennais reçoit des offres de clubs prestigieux, notamment de Benfica, il reste finalement en Normandie mais ne peut pas empêcher le club d'être relégué, malgré ses neuf buts.
En 1995, il quitte la France pour l'Italie, et s'engage en faveur de Bari. En 1996, il est recruté par le Bologne FC, qui vient tout juste de remonter en Série A. Il évolue aux côtés d'attaquants comme Igor Kolyvanov, Roberto Baggio et Giuseppe Signori. En 1999 il signe à la Lazio de Rome, où il ne reste que quelques mois avant de revenir à Bologne pour contribuer au maintien du club en Série A.
Kennet Andersson brille par son exceptionnel jeu de tête, facilité par sa grande taille, ce qui lui vaut le surnom de « la troisième tour de Bologne ».
Après 5 années passées en Italie, sa carrière se termine en Turquie, dans le club stambouliote de Fenerbahçe.
En 2005, il fait un bref retour à la compétition pour quelques matchs avec le club suédois amateur du Gårda BK, et démontre qu'il n'a rien perdu de ses capacités de buteur, en inscrivant notamment 14 buts en 18 matchs. Au total, Kennet Andersson aura inscrit pas moins de 163 buts en 488 matchs.

### Carrière en sélection
Kennet Andersson a été très remarqué lors de la Coupe du monde 1994, inscrivant cinq buts et offrant deux passes décisives. Il y forme un trio complémentaire et efficace avec Tomas Brolin et Martin Dahlin, qui permet à la Suède de terminer troisième du tournoi, en marquant notamment le but du 4-0 lors de la petite finale contre la Bulgarie.
Son but en demi-volée contre le Brésil au 1er tour restera comme l'un des plus beaux de la compétition.
International de 1990 à 2000, il compte 83 sélections et 31 buts avec la Suède.

## Palmarès

### En club
- Vainqueur de la Supercoupe d'Europe en 1999 avec la Lazio de Rome (ne joue pas la finale)
- Champion de Suède en 1990 et en 1991 avec l'IFK Göteborg
- Champion de Turquie en 2001 avec Fenerbahçe
- Vainqueur de la Coupe de Suède en 1991 avec l'IFK Göteborg
- Vainqueur de la Coupe Intertoto en 1998 avec Bologne
- Finaliste de la Coupe de Turquie en 2001 avec Fenerbahçe

### En sélection nationale
- Vice-champion d'Europe Espoirs en 1992
- Troisième de la Coupe du Monde en 1994

### Distinctions individuelles
- Meilleur buteur de Allsvenkan en 1991 (13 buts)
- Soulier de Bronze de la Coupe du Monde en 1994 (5 buts)